# Уцшнайдер, Петер
Петер Уцшнайдер (нем. Peter Utzschneider, 6 марта 1946, Мурнау-ам-Штаффельзе, Бавария) — западно-германский бобслеист, разгоняющий, выступавший за сборную ФРГ в конце 1960-х — середине 1970-х годов. Участник трёх зимних Олимпийских игр, обладатель золотой и бронзовой медалей Саппоро, бронзовый призёр Инсбрука, чемпион мира и Европы.

## Биография
Петер Уцшнайдер родился 6 марта 1946 года в городе Мурнау-ам-Штаффельзе, земля Бавария. С ранних лет полюбил спорт, позже увлёкся бобслеем и, пройдя отбор в национальную команду ФРГ, в качестве разгоняющего начал выступать на крупнейших международных соревнованиях, при этом его пилотом практически на всю карьеру стал Вольфганг Циммерер.
Показав неплохие результаты, они удостоились права защищать честь страны на Олимпийских играх 1968 года в Гренобле, где, тем не менее, не смогли добраться до призовых мест, приехав седьмыми в двойках и лишь девятыми в четвёрках. На играх 1972 года в Саппоро команда финишировала уже гораздо лучше, они с Циммерером вдвоём завоевали золотые медали, а все члены четырёхместного экипажа, разгоняемого Уцшнайдером, получили по бронзовой награде. Последними для спортсмена стали Олимпийские игры 1976 года в Инсбруке, в ходе которых он пополнил свою медальную коллекцию бронзой в четвёрках. В двойках уже не соревновался, так как его место занял молодой разгоняющий Манфред Шуман.
Помимо всего прочего, Петер Уцшнайдер имеет в послужном списке девять медалей с чемпионатов мира, в том числе четыре золотые, три серебряные и одну бронзовую. Десять раз занимал призовые места на европейских первенствах, из них пять раз был первым.